# أوستين إتش. يونغ
أوستين إتش. يونغ هو محامي وسياسي أمريكي، (ولد في فريدونا في الولايات المتحدة 1830 – 1905 م). نشط حزبياً في الحزب الجمهوري. وقد انتخب عضو مجلس ولاية ويسكونسن ‏.